# Tour der italienischen Rugby-Union-Nationalmannschaft nach Australien 1981
| Tour der Italiener nach Australien 1981 | Tour der Italiener nach Australien 1981 | Tour der Italiener nach Australien 1981 | Tour der Italiener nach Australien 1981 | Tour der Italiener nach Australien 1981 |
| Übersicht                               | S                                       | G                                       | U                                       | N                                       |
| --------------------------------------- | --------------------------------------- | --------------------------------------- | --------------------------------------- | --------------------------------------- |
| Sonstige Spiele                         | 9                                       | 7                                       | 0                                       | 2                                       |
| Gesamt                                  | 9                                       | 7                                       | 0                                       | 2                                       |

Die Tour der italienischen Rugby-Union-Nationalmannschaft nach Australien 1981 umfasste eine Reihe von Freundschaftsspielen der italienischen Rugby-Union-Nationalmannschaft. Sie reiste von Mitte Juli bis Mitte August 1981 durch Australien und bestritt während dieser Zeit neun Spiele. Diese endeten mit sieben Siegen und einer Niederlage, Test Matches standen keine auf dem Programm.

## Spielplan
- Hintergrundfarbe grün = Sieg
- Hintergrundfarbe rot = Niederlage

(Ergebnisse aus der Sicht Italiens)
| # | Datum           | Gegner                       | Ort         | Stadion              | Ergebnis |
| - | --------------- | ---------------------------- | ----------- | -------------------- | -------- |
| 1 | 19. Juli 1981   | Queensland Country           | Rockhampton |                      | 27:8     |
| 2 | 22. Juli 1981   | Mount Isa                    | Mount Isa   |                      | 38:3     |
| 3 | 26. Juli 1981   | Townsville                   | Townsville  |                      | 30:13    |
| 4 | 30. Juli 1981   | Cairns                       | Cairns      |                      | 29:0     |
| 5 | 02. August 1981 | Queensland Reds              | Brisbane    | Ballymore Stadium    | 11:68    |
| 6 | 05. August 1981 | New South Wales Country      | Wollongong  |                      | 18:13    |
| 7 | 09. August 1981 | Australian Capital Territory | Canberra    | Manuka Oval          | 18:19    |
| 8 | 11. August 1981 | South Australia              | Adelaide    |                      | 22:3     |
| 9 | 13. August 1981 | Victorian Rugby Union        | Melbourne   | Olympic Park Stadium | 28:6     |